# Isoco Meridional
Isoco Meridional (em inglês: Isoko South) é uma área de governo local da região de Isoco, no estado do Delta na Nigéria com sede em Olé. Compreende área de 704 quilômetros quadrados e segundo censo de 2006 havia 227 712 habitantes.